# Station Toji
Station Tōji (東寺駅, Tōji-eki) is een spoorwegstation in de wijk Minami-ku in de Japanse stad  Kyoto. Het wordt aangedaan door de Kioto-lijn. Het station heeft twee sporen, gelegen aan twee zijperrons.

## Treindienst

### Kintetsu
| 1 | ■ Kioto-lijn | richting Kintetsu Tambabashi, Shin-Tanabe en Yamato-Saidaiji |
| 2 | ■ Kioto-lijn | richting Kioto                                               |

## Geschiedenis
Het station werd in 1928 geopend. In 1939 werd het station verplaatst en tot boven het maaiveld verhoogd.

## Overig openbaar vervoer
Bussen 19, 71, 78, 202, 207 en 208 van het stadsnetwerk van Kioto.

## Stationsomgeving
- Tō-ji
- NTT Nishi Nihon-ziekenhuis
- Kujō-dōri (straat)
- Kyoto Computer Gakuin
- Circle-K
- Æon Mall KYOTO (winkelcentrum)
  - Zara
  - Uniqlo
  - Sofmap

Kyoto · Tōji · Jūjō · Kamitobaguchi · Takeda · Fushimi · Kintetsu Tambabashi · Momoyama-Goryō-mae · Mukaijima · Ogura · Iseda · Ōkubo · Kutsukawa · Terada · Tonoshō · Shin-Tanabe · Kōdo · Miyamaki · Kintetsu Miyazu · Komada · Shin-Hōsono · Kizugawadai · Yamadagawa · Takanohara · Heijō · Yamato-Saidaiji (>> Nara-lijn · Kashihara-lijn)